# Raionul Novomîkolaiivka, Zaporijjea
Novomîkolaiivka (în ucraineană Новомиколаївський район, transliterat: Novomîkolaiivskîi raion) este un raion în regiunea Zaporijjea, Ucraina. Reședința sa este așezarea de tip urban Novomîkolaiivka.

## Demografie
Componența lingvistică a raionului Novomîkolaiivka
     Ucraineană (93,78%)
     Rusă (5,76%)
     Alte limbi (0,14%)
Conform recensământului din 2001, majoritatea populației raionului Novomîkolaiivka era vorbitoare de ucraineană (93,78%), existând în minoritate și vorbitori de rusă (5,76%).